# Jan Brzeźny
Jan Brzeźny (né le 11 juin 1951 à Oleszna) est un coureur cycliste polonais des années 1970 et 1980. Il a notamment été champion de Pologne sur route en 1976 et 1981, vainqueur de la Milk Race en 1978 et du Tour de Pologne en 1978 et 1981.

## Palmarès
- 1974
  - 11e étape du Tour de l'Avenir
- 1975
  - 3e étape de la Course de la Paix
  - Tour du Loir-et-Cher
  - 2e du Circuit de la Sarthe
- 1976
  -  Champion de Pologne sur route
  - 9e étape de la Milk Race
  - 5e étape du Tour de Pologne
  - 2e du Tour de Pologne
- 1977
  - 3e du Circuit de la Sarthe
- 1978
  - Milk Race :
    - Classement général
    - 1re et 2e étapes

  - Tour de Pologne :
    - Classement général
    - 8e étape

  - 7e étape du Tour de Basse-Saxe
  - 2e du Tour de Basse-Saxe
  - 2e du championnat de Pologne sur route
- 1979
  - 6e étape du Tour d'Autriche
  - 7e étape du Tour de l'Avenir
  - 2e du championnat de Pologne de poursuite par équipes
- 1980
  - 5e étape de la Course de la Paix
  - 2e du championnat de Pologne du contre-la-montre par équipes
  - 2e du championnat de Pologne de poursuite par équipes
- 1981
  -  Champion de Pologne sur route
  - Classement général du Tour de Pologne
- 1982
  - 2e du Grand Prix de l'Équipe et du CV 19e
- 1985
  - Giro del Valdarno
  - Paris-Joigny
  - 2e du Critérium de La Machine
  - 3e du Grand Prix de Chardonnay
  - 3e du Grand Prix de Villapourçon

## Classements dans les grandes compétitions

### Résultats à laCourse de la Paix
- 1974 : 14e et victoire au classement par équipes avec l'équipe de Pologne
- 1975 : 11e, enlevant une étape
- 1977 : 16e
- 1980 : 10e, enlevant une étape

### Résultats auTour de l'Avenir
- 1974 : 6e, enlevant une étape et la victoire au classement par équipes avec l'équipe de Pologne
- 1979 : 15e, enlevant une étape

### Jeux olympiques
- 1976 à Montréal : 30e du championnat individuel

### AuTour de Pologne
- 1972 : 7e
- 1973 : 15e
- 1976 : 2e, enlevant une étape
- 1978 : 1er, enlevant une étape
- 1980 : 9e
- 1981 : 1er